# کاکونا
کاکونا (به فرانسوی: Cacouna) شهری در منطقه شهری ریوییر-دو-لو ناحیه با-سن-لوران در استان کبک کانادا است. در سرشماری سال ۲۰۱۱ این شهر ۱٬۸۴۷ نفر جمعیت داشته‌است و مساحت آن ۶۲٫۴۹ کیلومتر مربع است.